# Lijst van neergehaalde vliegtuigen in de burgerluchtvaart
De lijst van neergehaalde vliegtuigen in de burgerluchtvaart is een opsomming van vliegtuigen uit de burgerluchtvaart die per ongeluk of moedwillig uit de lucht geschoten werden.
Bij de beschrijving van de incidenten is de volgorde (zover bekend):
- Datum - vluchtnummer - vliegtuigtype - vliegtuigregistratie - naam van het vliegtuig - luchtvaartmaatschappij - omschrijving

## Bewezen schietincidenten

### Vóór 1950
- 24 augustus 1938 - Douglas DC-2 Kweilin van  China National Aviation Corporation (CNAC) en Pan American World Airways (samenwerking) met 18 personen aan boord wordt ten noorden van Hongkong door Japanse gevechtsvliegtuigen aangevallen. 15 personen komen om.[1]
- 14 juni 1940 - Junkers Ju 52/3m OH-ALL Kaleva van Aero O/Y (later Finnair) wordt boven de Finse Golf neergeschoten door twee Iljoesjin DB-3-bommenwerpers, waarbij alle 9 inzittenden om het leven komen.[2][3]
- 30 januari 1942 - Een Short S.23 Empire Flying Boat Mk I van de Australische vliegmaatschappij Qantas Empire Airways wordt zuid van Timor, Indonesië neergehaald door Japanse jagers. Dertien inzittenden komen hierbij om het leven. Vijf inzittenden kunnen naar de kust zwemmen en overleven, hieronder gezagvoerder A.A. Koch en co-piloot V. Lyne.[4]
- 3 maart 1942 - Douglas DC-3 PK-AFV (voorheen PH-ALP) Pelikaan in bruikleen bij de KNILM wordt boven de Australische kust aangevallen door drie Mitsubishi A6M Zero's van de Japanse Keizerlijke Marineluchtmacht, waarbij 4 van de 12 inzittenden om het leven komen.[5][6]
- 1 juni 1943 - BOAC-vlucht 777 Douglas DC-3 G-AGBB Ibis (voorheen PH-ALI), een DC-3 van de KLM welke -met bemanning- in bruikleen was bij BOAC, wordt boven de Golf van Biskaje aangevallen door acht Junkers Ju 88-jachtvliegtuigen van de Duitse Luftwaffe. Het toestel stort neer, alle 17 inzittenden komen om.[7]
- 22 oktober 1943 - Een Douglas DC-3 van AB Aerotransport (later SAS), onderweg van Aberdeen naar Stockholm, wordt beschoten door een Junkers Ju-88 van de Duitse Luftwaffe bij het eiland Hållö, Zweden. De piloot probeert een noodlanding op zee te maken maar raakt hierbij een klif. De boordwerktuigkundige en een passagier die achter in het toestel bezig zijn een reddingsvlot te prepareren worden hierbij uit het vliegtuig geslingerd en overleven. Dertien inzittenden komen om het leven.[8]
- 27 september 1944 - Een Focke-Wulf Fw-200 van de Duitse Lufthansa, onderweg van Stuttgart naar Barcelona wordt onderschept en neergehaald boven Saint-Nicolas-lès-Cîteaux door een Bristol Beaufighter Mk VIF nachtjager van de RAF 415 Squadron gelegerd in Dijon. Hierbij komen alle inzittenden om het leven (4 bemanningsleden en 5 passagiers).[9]

### 1950-1975
- 23 juli 1954 - Douglas C-54 VR-HEU van Cathay Pacific wordt neergeschoten door twee Lavotsjkin La-11-jachtvliegtuigen van de luchtmacht van het Volksbevrijdingsleger (China). Het vliegtuig maakt een noodlanding op het water, 10 van de 18 inzittenden komen om het leven.[10]
- 27 juli 1955 - El Al-vlucht 402, een Lockheed Constellation van El Al, wordt ten noorden van Petritsj neergeschoten door twee Bulgaarse MIG 15-jachtvliegtuigen, waarbij alle 58 inzittenden om het leven komen.[11]
- 16 september 1965 - Douglas C-47A XV-NIC van Air Vietnam wordt bij Quang Ngai door grondvuur van Noord-Vietnam neergeschoten, waarbij alle 39 inzittenden om het leven komen.[12]
- 21 februari 1973 - Libyan Arab Airlines-vlucht 114, een Boeing 727-224 van Libyan Arab Airlines, wordt boven de Sinaï door twee McDonnell Douglas F-4 Phantom II-jachtbommenwerpers van de Israëlische luchtmacht neergeschoten, waarbij 108 van de 113 inzittenden om het leven komen.[13]

### 1976-1990
- 20 april 1978 - Korean Air-vlucht 902, een Boeing 707-321B van Korean Air, wordt boven noordelijk Karelië geraakt door een R-60 lucht-luchtraket van een Soechoj Soe-15-onderscheppingsjager van de Sovjet-Unie, waarbij 2 van de 109 inzittenden om het leven komen.[14]
- 3 september 1978 - Air Rhodesia-vlucht 825, een Vickers Viscount van Air Rhodesia (heden Air Zimbabwe), wordt westelijk van Karoi door ZIPRA-rebellen met een SA-7-luchtdoelraket neergeschoten, waarbij 48 van de 56 inzittenden om het leven komen.[15]
- 12 februari 1979 - Air Rhodesia-vlucht 827, een Vickers Viscount van Air Rhodesia (heden Air Zimbabwe), wordt oostelijk van het Karibameer door ZIPRA-rebellen met een SA-7-luchtdoelraket neergeschoten, waarbij alle 59 inzittenden om het leven komen.[16]
- 27 juni 1980 - Aerolinee Itavia-vlucht 870, een Douglas DC-9 van Aerolinee Itavia, stort noordelijk van Sicilië in de Tyrreense Zee, waarbij alle 81 inzittenden om het leven komen. Het vliegtuig werd neergehaald door een lucht-luchtraket van een Frans jachtvliegtuig.[2][17][18][19]
- 1 september 1983 - Korean Air-vlucht 007, een Boeing 747-230B van Korean Air, wordt ten westen van het eiland Sachalin door een Soechoj Soe-15 onderscheppingsjager van de Sovjet-Unie neergeschoten, waarbij alle 269 inzittenden om het leven komen.[2][20][21][22]
- 24 februari 1985 - Dornier Do 228 D-IGVN Polar 3, een onderzoeksvliegtuig van het Alfred-Wegener-instituut wordt bij El Argoub neergeschoten door een luchtdoelraket van het Polisario, de onafhankelijkheidsbeweging voor de Westelijke Sahara, waarbij alle 3 inzittenden om het leven komen.[23]
- 6 november 1987 - Short Skyvan ER-26068 van Air Malawi wordt bij Ulongué door het Mozambikaanse leger neergeschoten, waarbij alle 10 inzittenden om het leven komen.[24]
- 3 juli 1988 - Iran Air-vlucht 655, een Airbus A300 van Iran Air, wordt boven de Straat van Hormuz neergeschoten door een SM-2 luchtdoelraket van de Amerikaanse kruiser USS Vincennes, waarbij alle 290 inzittenden om het leven komen.[2][20][25]
- 28 juni 1989 - Somali Airlines-vlucht 41, een Fokker F27 van Somali Airlines, wordt bij Hargeisa met een SA-7-luchtdoelraket neergeschoten, waarbij alle 30 inzittenden om het leven komen.[26]

### 1991-heden
- 21 september 1993 - Tupolev Tu-134 4L-65893 van Transair Georgia wordt bij Soechoemi door Abchazische rebellen met een SA-7-luchtdoelraket neergeschoten, waarbij alle 27 inzittenden om het leven komen.[2][20][27]
- 22 september 1993 - Tupolev Tu-154 4L-85163 van Transair Georgia wordt boven het vliegveld van Soechoemi door Abchazische rebellen met een luchtdoelraket neergeschoten, waarbij 108 van de 132 inzittenden om het leven komen.[2][20][28]
- 6 april 1994 - Dassault Falcon 50 4L-9XR-NN wordt bij Kigali door Hutu Power-extremisten of het Rwandees Patriottisch Front met 2 luchtdoelraketten neergeschoten, waarbij alle 12 inzittenden (onder wie presidenten Juvénal Habyarimana van Rwanda en Cyprien Ntaryamira van Burundi) om het leven komen.[29][30]
- 10 oktober 1998 - Boeing 727 9Q-CSG van Lignes Aériennes Congolaises wordt bij Kindu door Congolese rebellen met een SA-7-luchtdoelraket neergeschoten, waarbij alle 41 inzittenden om het leven komen.[31]
- 4 oktober 2001 - Siberia Airlines-vlucht 1812, een Tupolev Tu-154M van Siberia Airlines, wordt boven de Zwarte Zee neergeschoten door een S-200 luchtdoelraket van de Oekraïense marine, waarbij alle 78 inzittenden om het leven komen.[2][20][32]
- 23 maart 2007 - Iljoesjin Il-76 EW-78849 van TransAVIAexport Airlines wordt bij Mogadishu door een Islamitische militie met een luchtdoelraket neergeschoten, waarbij alle 11 inzittenden om het leven komen.[33]
- 17 juli 2014 - Malaysia Airlines-vlucht MH17, een Boeing 777 van Malaysia Airlines onderweg van Amsterdam naar Kuala Lumpur, wordt door een Boek-luchtdoelraket, boven oostelijk Oekraïne neergeschoten. Alle 298 inzittenden (283 passagiers en 15 bemanningsleden), onder wie 196 Nederlanders en 4 Belgen, komen om het leven.[34][35][36][37]
- 8 januari 2020 - Ukraine International Airlines-vlucht 752 stort neer bij Teheran met 176 mensen aan boord. Dit gebeurt tijdens de nacht van een Iraanse raketaanval op Amerikaanse doelen in Irak. Op 11 januari gaf Iran toe dat het vliegtuig per ongeluk was neergeschoten. Door een menselijke fout was het onjuist geïdentificeerd als een vijandelijke aanval.[38]

## Mogelijke schietincidenten
- 18 september 1961 - Douglas DC-6 SE-BDY van Transair Sweden stort bij Ndola neer, waarbij alle 16 inzittenden (onder wie secretaris-generaal van de Verenigde Naties Dag Hammarskjöld) om het leven komen. Mogelijk werd het vliegtuig neergeschoten door militairen van Katanga of door België, Zuid-Afrika, MI5 of de CIA gesteunde huurlingen.[39][40]
- 11 september 1968 - Air France-vlucht 1611, een SE 210 Caravelle van Air France, stort bij Nice in zee, waarbij alle 95 inzittenden om het leven komen. Mogelijk werd het vliegtuig neergehaald door het Franse leger bij een mislukte rakettest.[41][42]
- 30 september 1975 - Malév-vlucht 240, een Tupolev Tu-154 van Malév, verongelukt boven zee vlak bij Beiroet, waarbij alle 60 inzittenden om het leven komen. Mogelijk werd het vliegtuig door de Israëlische of Syrische luchtmacht neergeschoten.[43][44]
- 8 november 1983 - TAAG Angola Airlines-vlucht 462, een Boeing 737 van TAAG Angola Airlines stort bij Lubango neer, waarbij alle 130 inzittenden om het leven komen. Het vliegtuig werd mogelijk door UNITA-rebellen met een luchtdoelraket neergeschoten.[45]
- 29 september 1998 - Lionair-vlucht 602, een Antonov An-24RV van Lionair verdwijnt noordwestelijk van Sri Lanka boven de Golf van Bengalen, waarbij alle 55 inzittenden om het leven komen. Mogelijk werd het vliegtuig door de Tamiltijgers met een luchtdoelraket neergeschoten.[46]
- 9 januari 2007 - Antonov An-26 ER-26068 van AerianTur-M stort bij Balad neer, waarbij 34 van de 35 inzittenden om het leven komen. Het vliegtuig werd mogelijk door het Islamitisch Leger in Irak met een luchtdoelraket neergeschoten.[47]
- 25 december 2024 - Een Embraer E190AR stort neer bij de stad Aktau, in Kazachstan. Er komen 38 mensen om. Waarschijnlijk is het vliegtuig geraakt door Russisch afweergeschut in Tsjetjenië.[48]